# Salih Zeki Çolak

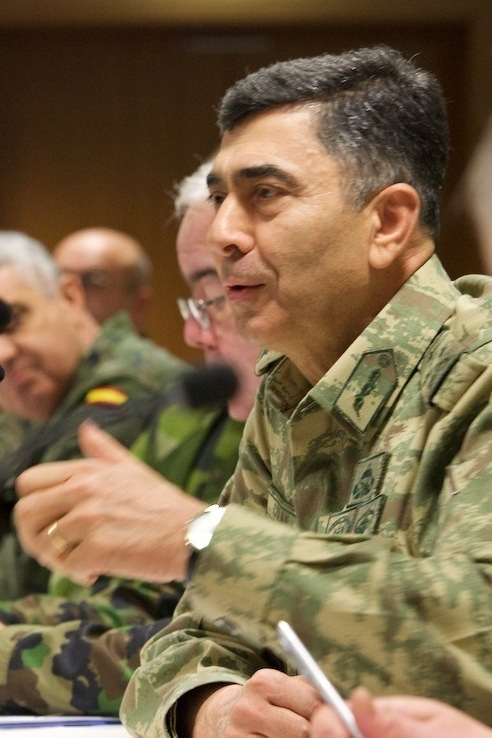
Salih Zeki Çolak (2015)

Salih Zeki Çolak (* 20. Juli 1954 in Akçaabat, Provinz Trabzon) ist ein türkischer General, der seit 2015 Oberkommandierender der Landstreitkräfte (Türk Kara Kuvvetleri) ist.

## Leben

### Ausbildung zum Offizier
Çolak begann nach dem Schulbesuch eine Offiziersausbildung an der Heeresschule (Kara Harp Okulu), die er 1974 abschloss. Nach einem darauf folgenden einjährigen Lehrgang an der Artillerie- und Raketenschule (Topçu ve Füze Okulu) fand er zwischen 1975 und 1986 verschiedene Verwendungen als Chef einer Artillerie-Batterie, Führer eines Ausbildungszuges an der Heeresschule sowie als Dozent für Artillerietaktik an der Artillerie- und Raketenschule. Danach absolvierte er einen Lehrgang im Gebirgsjägerkommando und 1988 einen Stabsoffizierslehrgang an der Heeresakademie (Kara Harp Akademisi). Daraufhin war er von 1988 bis 1990 Stabsoffizier für Operation und Ausbildung der 4. Infanteriedivision und absolvierte in dieser Zeit einen Lehrgang an der Akademie der Streitkräfte (Silahlı Kuvvetler Akademisi).
Im Anschluss war Çolak zwischen 1990 und 1992 Kommandeur des 1. Infanteriebataillons des zur 39. Infanteriedivision gehörenden 49. Infanterieregiments sowie von 1992 bis 1995 Programmoffizier in der Stabsabteilung Finanzplanung des Generalstabes. Im Anschluss fand er zwischen 1995 und 1998 Verwendung bei der Militärischen Vertretung bei der NATO in Brüssel sowie bei der Westeuropäischen Union (WEU) und war danach von 1998 bis 2000 Kommandeur des in Malazgirt stationierten 108. Artillerieregiments. Nach seiner Rückkehr war er zwischen 2000 und 2001 Leiter des Referats für Werbung in der Stabsabteilung Presse- und Öffentlichkeitsarbeit des Generalstabes.

### Aufstieg zum General und Oberkommandierenden der Landstreitkräfte
Am 30. August 2001 wurde Çolak zum Brigadegeneral (Tuğgeneral) befördert und übernahm zwischen 2001 und 2003 die Funktion als Leiter der Berufungsabteilung im Hauptquartier der Landstreitkräfte, ehe er von 2003 bis 2005 Kommandeur der 19. Infanteriebrigade (19. Piyade Tugayı) war. Nach seiner Beförderung zum Generalmajor (Tümgeneral) am 30. August 2005 wurde er Leiter der Personalabteilung im Hauptquartier der Landstreitkräfte sowie anschließend 2006 Generalsekretär des Generalstabes und zuletzt Kommandeur der Truppenschulen und des Ausbildungskommandos.
2009 wurde Çolak zum Generalleutnant (Korgeneral) befördert. Als Generalleutnant war er zunächst Kommandierender General des in Yenişehir stationierten 7. Korps (7. Kolordu) sowie anschließend als Nachfolger von Generalleutnant Bekir Kalyoncu vom 15. August 2011 bis zu seiner Ablösung durch Generalleutnant İhsan Uyar am 15. August 2013 Chef des Stabes der Landstreitkräfte (Kara Kuvvetleri Komutanlığı Kurmay Başkanlığı).
Nach seiner Beförderung zum General (Orgeneral) wurde Çolak 2013 Kommandeur des Ausbildungs- und Schulungskommandos (Eğitim ve Doktrin Komutanlığı) in Ankara. Am 25. August 2014 löste er General Ahmet Turmuş als Oberbefehlshaber der in der Selimiye-Kaserne im Istanbuler Stadtteil Üsküdar stationierten 1. Armee (Birinci Ordu) und bekleidete diesen Posten bis zu seiner Ablösung durch General Ümit Dündar am 10. August 2015. Am 17. August 2015 wurde er schließlich als Nachfolger von General Hulusi Akar Oberkommandierender der Landstreitkräfte (Kara Kuvvetleri Komutanı).
Salih Zeki Çolak ist verheiratet mit Melek Çolak und Vater zweier Kinder. Neben Türkisch spricht er auch Englisch und Französisch.

## Weblink
- Eintrag in Kim Kimdir? (Seitenaufruf am 24. Juni 2016)

| Personendaten    | Personendaten             |
| ---------------- | ------------------------- |
| NAME             | Çolak, Salih Zeki         |
| KURZBESCHREIBUNG | türkischer General        |
| GEBURTSDATUM     | 20. Juli 1954             |
| GEBURTSORT       | Akçaabat, Provinz Trabzon |